# Queant Road Cemetery
Queant Road Cemetery is een Britse militaire begraafplaats met gesneuvelden uit de Eerste Wereldoorlog en gelegen in het Franse dorp Buissy (Pas-de-Calais). De begraafplaats ligt langs de weg naar Quéant op 2.200 m ten zuidoosten van het dorpscentrum (Église Saint Léger). Ze werd ontworpen door Edwin Lutyens en heeft een rechthoekig grondplan met een oppervlakte van 7.228 m². Aan de straatzijde is de begraafplaats afgeboord door een laag bakstenen muurtje met in het midden de toegang, onderbroken door vier paaltjes. De andere zijden worden begrensd door een hogere bakstenen muur. Aan de voorzijde staat dicht bij de linkse hoek het Cross of Sacrifice en de Stone of Remembrance staat er tegenover in de rechtse hoek. Aan het einde van het centrale gangpad staat een schuilgebouw in baksteen met in de voor- en zijgevels een doorgang met rondboog. De begraafplaats wordt onderhouden door de Commonwealth War Graves Commission.
Er worden 2.377 doden herdacht waarvan er 1.441 niet meer geïdentificeerd konden worden.

## Geschiedenis
Buisy werd na de bestorming van de Drocourt-Quéant frontlijn door het Third Army op 2 september 1918 veroverd en werd de volgende dag door de Duitsers ontruimd.
De begraafplaats werd in oktober en november 1918 door 2nd en 57th Casualty Clearing Stations aangelegd. Oorspronkelijk lagen er slechts 71 graven (nu perk I, rijen A en B), maar ze werd na de wapenstilstand uitgebreid met gesneuvelden die in het slagveld tussen Arras en Bapaume voorlopig begraven waren. Er werden ook graven uit de volgende ontruimde begraafplaatsen overgebracht: Baralle Communal Cemetery British Extension en German Extension in Baralle, Gagnicourt Communal Cemetery in Cagnicourt, Lagnicourt (6th Jaeger Regiment) German Cemetery in Lagnicourt, Noreuil British Cemeteries No.1 en No.2 en Noreuil German Cemetery No.1 in Noreuil, Pronville German Cemetery, Pronville German Cemetery No.4 en Pronville Churchyard in Pronville-en-Artois.
Er liggen nu 1.289 Britten, 87 Canadezen, 995 Australië, 1 Nieuw-Zeelander en 5 Duitsers begraven. Voor 56 slachtoffers werden Special Memorials opgericht omdat hun graven niet meer gelokaliseerd konden worden en men aanneemt dat ze zich onder naamloze grafzerken bevinden. Voor 26 gesneuvelden die oorspronkelijk op andere begraafplaatsen waren begraven maar van wie de graven vernietigd werden door oorlogsgeweld, werden eveneens Special Memorials opgericht.

## Graven
- John James White, sergeant bij de Australian Infantry werd aanvankelijk als vermist opgegeven maar in 1994 werden zijn stoffelijke resten in een veld gevonden en geïdentificeerd. In november 1995 werd hij met militaire eer in aanwezigheid van zijn 80-jarige dochter hier begraven.[3]

### Onderscheiden militairen
- Percy Herbert Cherry, kapitein bij de Australian Infantry werd onderscheiden met het Victoria Cross (VC). Op 26 maart 1917 gaf hij leiding bij een aanval op een zwaar verdedigde vijandelijke stelling in Lagnicourt. Niettegenstaande de opgelopen verwondingen weigerde hij zijn manschappen te verlaten en wachtend op versterking verdedigde hij met zijn ploeg de zwaar onder vuur genomen positie. Later werd hij door een Duitse granaat geraakt en stierf op 27 maart 1917. Hij was 21 jaar. Hij is ook drager van het Military Cross (MC).
- Maurice Berkeley Peel, dominee bij het Army Chaplains' Department werd tweemaal onderscheiden met het Military Cross (MC and Bar). Hij stierf op 14 mei 1917.
- de officieren Marmaduke Marshall Shaw, Reginald Gordon Spear, John Crosby Warren, J. Atkinson en H. G. B. Drummond werden eveneens onderscheiden met het Military Cross (MC).
- Cecil Arthur Henry Hudson, luitenant bij de Canadian Infantry werd onderscheiden met de Distinguished Conduct Medal en tweemaal met de Military Medal (DCM, MM and Bar).
- de sergeant-majoors E.W. Jamieson en R. Mitchell; sergeant D.B. Pollock en soldaat Joseph William Brindley werden onderscheiden met de Distinguished Conduct Medal (DCM).
- er liggen nog 31 militairen die onderscheiden werden met de Military Medal (MM) waaronder korporaal A. Burley en soldaat A. Law die deze onderscheiding tweemaal ontvingen (MM and Bar).

### Minderjarige militair
- Thomas King Speer, was een Amerikaan in Britse dienst en was slechts 17 jaar toen hij sneuvelde op 27 september 1918.

### Aliassen
- korporaal William Cant diende onder het alias William Carson bij de Australian Infantry, A.I.F..
- soldaat Angus Oswald Paterson diende onder het alias W.C. Richards bij de Australian Infantry, A.I.F..
- soldaat Joseph David Leonard diende onder het alias Bert Andrews bij de Australian Infantry, A.I.F..